# Apátfalva
Apátfalva is een plaats (község) en gemeente in het Hongaarse comitaat Csongrád. Apátfalva telt 3323 inwoners (2001).